# Bulzeștii de Sus, Hunedoara
Bulzeștii de Sus este satul de reședință al comunei cu același nume din județul Hunedoara, Transilvania, România.

## Obiective turistice
- Rezervația naturală “Peștera Cizmei” (1 ha).
- Biserica de lemn „Sfântul Ioan Gură de Aur”

## Galerie foto

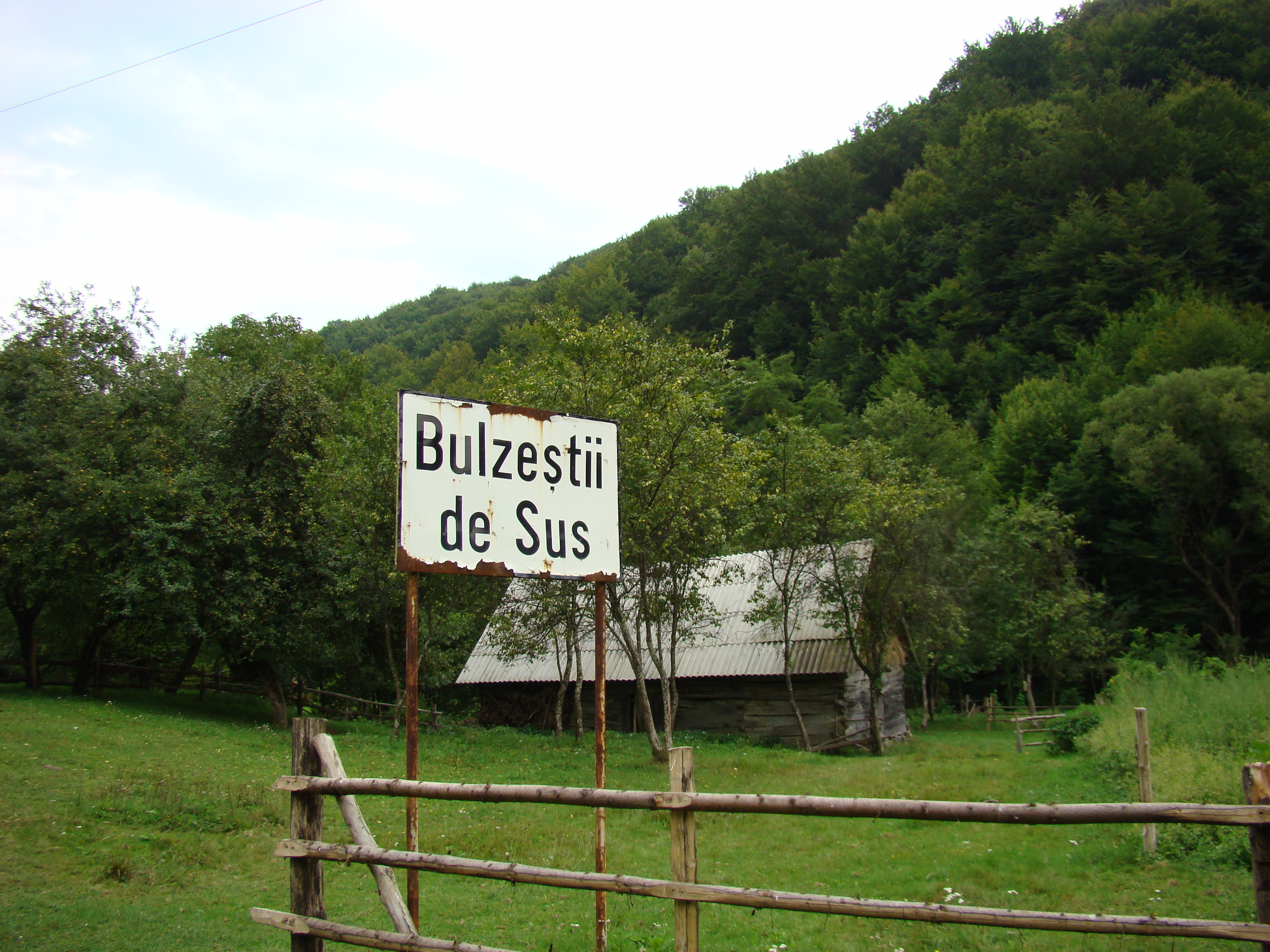
Intrarea în localitate
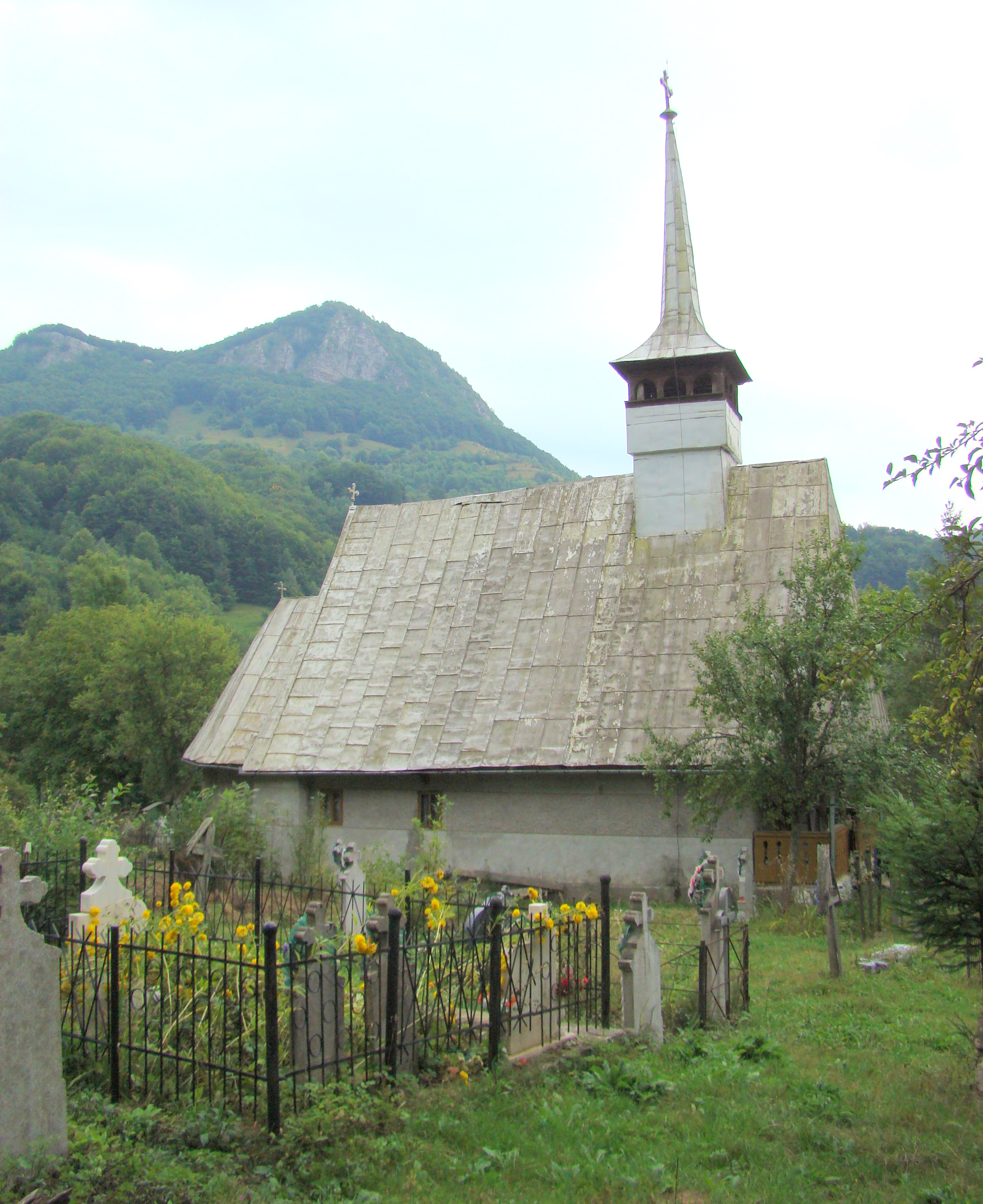
Biserica de lemn